# Аасвініс 1
Аасвініс 1 (англ. Ahahswinis 1) — індіанська резервація в Канаді, у провінції Британська Колумбія, у межах регіонального округу Елберні-Клекват.

## Населення
За даними перепису 2016 року, індіанська резервація нараховувала 119 осіб, показавши скорочення на 25,6%, порівняно з 2011-м роком. Середня густина населення становила 291,7 осіб/км².
З офіційних мов обидвома одночасно не володів жоден з жителів, тільки англійською — 115.
Працездатне населення становило 50% усього населення, рівень безробіття — 20%.

## Клімат
Середня річна температура становить 9,4°C, середня максимальна – 20,5°C, а середня мінімальна – -2,9°C. Середня річна кількість опадів – 1 956 мм.
| Клімат поселення                              | Клімат поселення | Клімат поселення | Клімат поселення | Клімат поселення | Клімат поселення | Клімат поселення | Клімат поселення | Клімат поселення | Клімат поселення | Клімат поселення | Клімат поселення | Клімат поселення | Клімат поселення |
| Показник                                      | Січ.             | Лют.             | Бер.             | Квіт.            | Трав.            | Черв.            | Лип.             | Серп.            | Вер.             | Жовт.            | Лист.            | Груд.            |                  |
| Середній максимум, °C                         | 7,50             | 8,92             | 11,06            | 13,58            | 16,96            | 19,72            | 20,27            | 20,48            | 17,54            | 12,87            | 8,60             | 5,35             |                  |
| Середня температура, °C                       | 2,28             | 3,72             | 5,85             | 8,36             | 11,75            | 14,51            | 17,15            | 17,38            | 14,43            | 9,76             | 5,49             | 2,25             |                  |
| Середній мінімум, °C                          | −2,92            | −1,51            | 0,65             | 3,14             | 6,54             | 9,29             | 14,04            | 14,26            | 11,31            | 6,65             | 2,39             | −0,87            |                  |
| Норма опадів, мм                              | 295              | 234              | 204              | 120              | 78               | 57               | 31               | 43               | 61               | 202              | 329              | 302              |                  |
| Середньомісячна швидкість вітру, м/с          | 3.68             | 3.43             | 3.69             | 3.65             | 3.55             | 3.55             | 3.41             | 3.08             | 2.88             | 3.24             | 3.77             | 3.68             |                  |
| Середньомісячна сонячна радіація, кДж/м²·день | 2858             | 5474             | 9618             | 14618            | 18364            | 19600            | 20557            | 17676            | 12839            | 6888             | 3284             | 2206             |                  |
| --------------------------------------------- | ---------------- | ---------------- | ---------------- | ---------------- | ---------------- | ---------------- | ---------------- | ---------------- | ---------------- | ---------------- | ---------------- | ---------------- | ---------------- |
| Джерело:                                      |                  |                  |                  |                  |                  |                  |                  |                  |                  |                  |                  |                  |                  |